# Síragon
Síragon, C.A.，是一家委内瑞拉的数码相机、平板电脑和液晶电视制造商和代工商。此外他还设计和制造自己品牌的内存、闪存和电路板；公司工厂是在卡拉沃沃州瓦伦西亚的北工业区。

## 概述
2009年11月，Síragon开始将产品运到阿根廷。2012年，它与阿根廷电脑经销商绿色技术（Greentech）达成战略联盟。之后它获得了巴西电脑Itautec授权，自行研发和生产。
Siragon的产品工厂均在委内瑞拉生产。2012年，它在国际消费电子展正式宣布进入美国市场。它还与宝马汽车达成设计战略伙伴，设计汽车电器与内饰。
Siragon现在占有委内瑞拉市场份额的第三，并计划在2012年超越联想。

## 产品

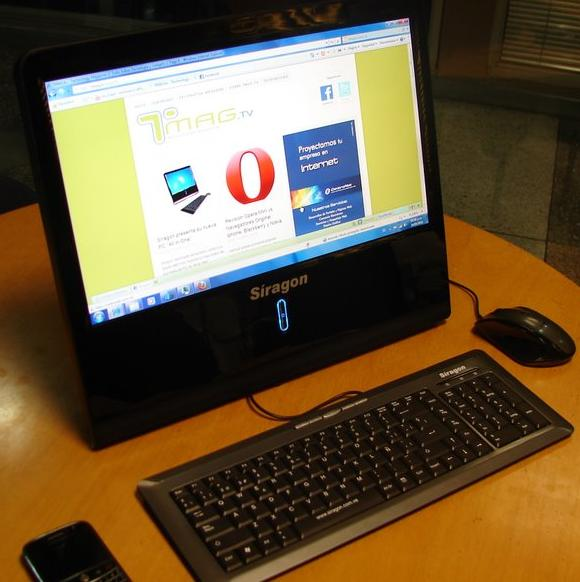
Siragon触摸电脑

- 数码相机
- 摄像机
- 台式电脑
- 笔记本电脑
- 上网本
- 计算机服务器
- 液晶电视
- LED电视
- 等离子电视
- 音响系统（英语：Sound reinforcement system）
- 外围设备
- 平板电脑